# SoftBank 920P
SoftBank 920P（ソフトバンク きゅうにーまるピー）は、パナソニック モバイルコミュニケーションズによって開発された、ソフトバンクモバイルの第三世代携帯電話 (SoftBank 3G) 端末である。

## 主な機能・サービス
| 主な対応サービス         | 主な対応サービス       | 主な対応サービス     | 主な対応サービス |
| ------------------------ | ---------------------- | -------------------- | ---------------- |
| S!一斉トーク             | S!ともだち状況         | Yahoo!mocoa          |                  |
| S!ループ                 | S!タウン               | S!速報ニュース       |                  |
| PCサイトブラウザ         | 電子コミック           | S!アプリ(メガアプリ) |                  |
| 着うたフル/着うた        | デコレメール           | S!電話帳バックアップ |                  |
| S!FeliCa                 | S!ミュージックコネクト | S!GPSナビ            |                  |
| コンテンツおすすめメール | TVコール               | 世界対応ケータイ     |                  |
| ワンセグ                 | 3G ハイスピード        | S!おなじみ操作       |                  |

## 特徴
SoftBank 920Pはソフトバンク初のVIERAケータイでワンセグを搭載している。デザインはNTTドコモのP905iと同じWオープンスタイルを採用し3.0インチフルワイドVGA(TFT)液晶を搭載しており、デザインがP905iと非常に似ている。モバイルPEAKSプロセッサーを搭載しており、色鮮やかで美しくワンセグ放送が楽しめる事が特徴。機能面でもP905iとほぼ同じUIでメニュー画面がほぼ似ている。
カメラ機能は、P905iと同じく5.1Mピクセル（507万画素） のモバイルカメラを搭載し、また6軸手振れ補正（デジタル式）を搭載しているので、デジタルカメラとしても本格的な写真撮影が出来るようになっている。
ミュージック機能は従来から対応してきた着うたフル及びSoftBankのS!ミュージックコネクト(Windows Media Audio)、更にSoftBankのPシリーズとしては初めてSDオーディオ(AAC/AAC+SBR)に対応している（920PのモデルとなったP905iも同様に着うたフル / Windows Media Audio / SDオーディオに対応している）。またBluetoothを搭載しワイヤレスでの音楽再生も可能になり高音質技術（リ・マスター）も搭載し迫力のある音楽が楽しめるようになった。
ソフトバンクとしてはシャープ・東芝以外の端末では初めてS!FeliCaを搭載した。また同じくP905iと基板の共有化のため、SoftBankとして初めて新チップ（DoCoMo向けとは別チップだが、ピン配置は同じ）を採用する運びとなっており、今までの3倍のブロックサイズに拡張されている。またIC通信等可能である。多くのブロックを使用するモバイルSuicaについても、発売日から2ヶ月半遅れの5月11日から対応開始した。その他P905iで搭載してる機能としてインターネット上のWindows Media Videoの再生機能は搭載しない（但し、microSDに保存したWMV動画のみ再生可能）、メールの最大送受信サイズもS!メールの仕様上の本文30K添付合わせて300Kbyteまでとなっている。ワンセグはP905iと同様、VIERAで使われているモバイルPEAKSプロセッサーを搭載する。また、録画機能もmicroSDへの録画しか対応しないなど使い勝手がP905iとほぼ同様である。独自機能としてフルブラウザとワンセグ画面を切り替えるメディアジャンプボタンを搭載する。その他はキャリアが違うためサービスのキーが異なる。キーレイアウトがほぼP905iと同位置であるが、P905iがダイアルキーであるのに対してシートキーを採用しているもののクリック感がでるように工夫されている。
この端末には、「デルモジ」や「フィーリングメール」といったメール機能はない。
microSDスロットは裏の電池カバーの中にある。microSDが電池カバーの中にあるソフトバンク端末は今回が初めて。（リメイクモデルも合わせると705SHなどがある。）

## 不具合
- 2008年4月25日、以下の不具合を修正するソフトウェアの更新がなされた。
  - オーナー情報のメールアイコンを変更しようとすると、一旦電源が切れ、その後電源が入り待受画面に戻る場合がある。
  - 特定の宛先にメールを送信できない場合がある。
  - ファイル名を変更すると、閲覧できなくなる場合がある。
- 2008年6月18日、メール機能に関する3点の不具合を発表。同日から解消のためのソフトウェア更新の提供を開始した。(出典)
  - 送信ボックス内メールが削除できなくなる。
  - 下書きメールの再編集ができない場合がある。
- 2008年7月14日、以下の不具合を修正するソフトウェアの更新がなされた。
  - 特定のサイトに接続できない場合がある。
- 2009年4月22日 以下の3点の不具合があることを公表 4月28日より不具合対策用のソフトウェア更改が始まった。
  - ブラウザ使用中に特定の操作で端末がリセットする場合がある
  - 特定のデコレテンプレートのダウンロードでリセットする場合がある
  - ユーザーの利用環境により電池の使用時間が短くなる場合がある
- 2010年5月31日に以下の不具合を修正するソフトウェアの更新がなされた。
  - アプリによるパケット通信中にカメラを起動した場合、それ以降、ごくまれにパケット通信ができなくなる
- 2010年7月23日に以下の不具合を修正するソフトウェアの更新がなされた。
  - モバイルSuicaアプリが起動できない場合がある
- 2012年5月30日に以下の不具合を修正するソフトウェアの更新がなされた。
  - ネットワークの状況などにより、コンテンツのダウンロードに失敗してしまう場合がある。